# Karlhof (Gemeinde Deutsch Jahrndorf)
Der Karlhof ist ein Meierhof in Deutsch Jahrndorf in der Kleinen pannonischen Tiefebene im Burgenland.

## Beschreibung
Erzherzog Friedrich besaß in Ungarn nahe der damaligen Grenze zu Österreich ausgedehnte Güter, so auch den Karlhof. Nach der Abtrennung des Burgenlandes von Ungarn im Jahr 1921 kam der Gutshof zu Österreich und verfügt seit damals über das östlichste Gebäude Österreichs. Während des Zweiten Weltkrieges sollten hier Pflanzen für die Textilindustrie angebaut werden, weshalb vorab ausführliche Untersuchungen als Grundlage für die Bewässerung der Agrarflächen angestellt wurden. Heute werden auf dem Gut Hydrokulturen gezogen.
1855 wurden auf dem Gut mehrere keltische Münzen aus Gold und Silber mit boischen Namen gefunden, die sich heute im Kunsthistorischen Museum in Wien und im Historischen Museum in Budapest befinden. In den 1980er Jahren wurden im Zuge von Ausgrabungen Werkzeuge und Skulpturen aus der Römerzeit gefunden.